# Dublje (Svilajnac)
Pour les articles homonymes, voir Dublje (homonymie).
Dublje (en serbe cyrillique : Дубље) est une localité de Serbie située dans la municipalité de Svilajnac, district de Pomoravlje. Au recensement de 2011, elle comptait 1 010 habitants.
Dublje est officiellement classé parmi les villages de Serbie.

## Démographie
| 1948  | 1953  | 1961  | 1971  | 1981  | 1991  | 2002  | 2011  |
| ----- | ----- | ----- | ----- | ----- | ----- | ----- | ----- |
| 1 917 | 1 940 | 1 787 | 1 760 | 1 615 | 1 630 | 1 050 | 1 010 |

|  |